# Marwari (paard)

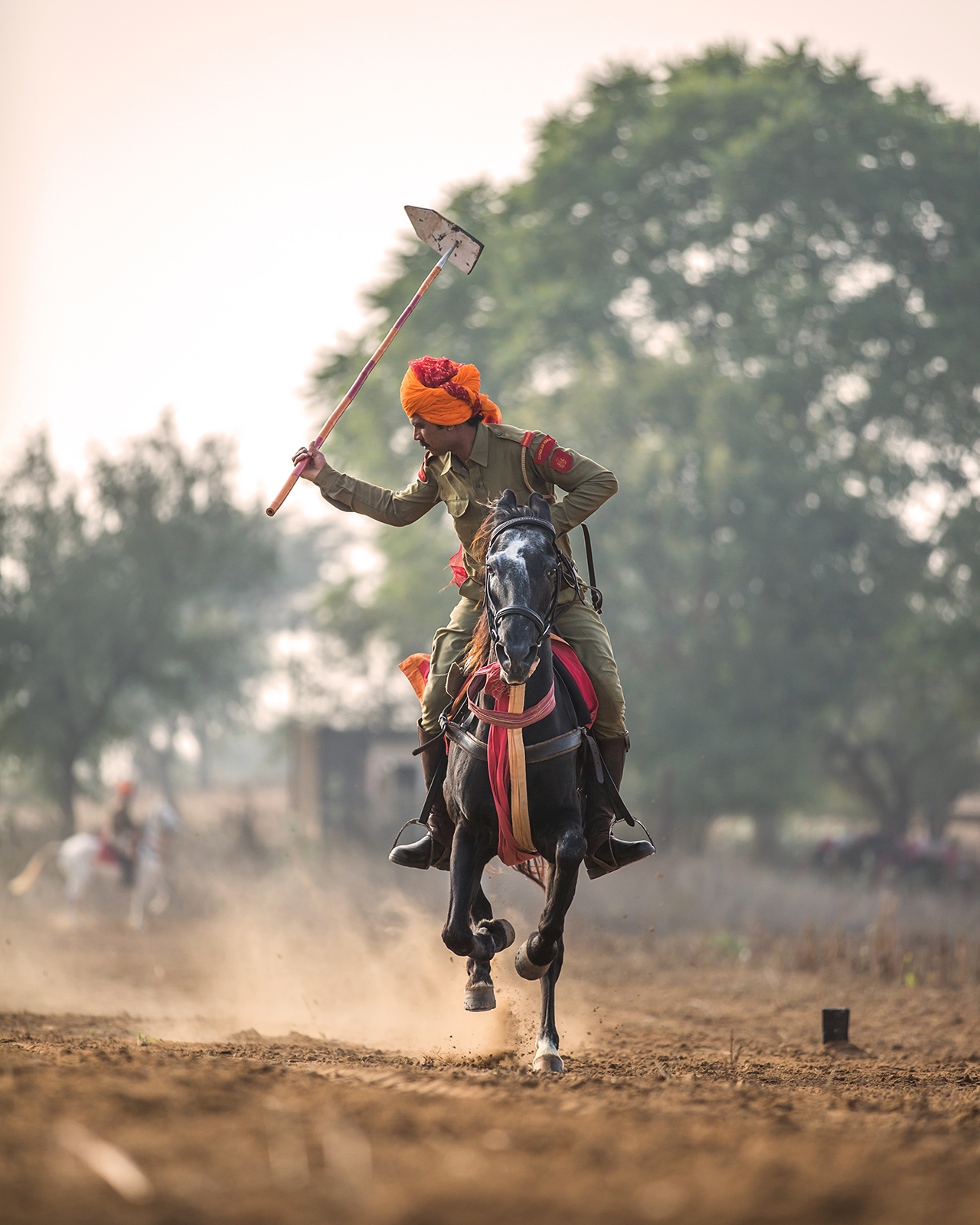
Tentpegging, een oude ruitersport

De marwari is een zeldzaam paardenras uit de Indiase regio Marwar in de deelstaat Rajasthan. De marwari stond in het verleden vooral bekend als een uitmuntend krijgspaard. Een in het oog springend kenmerk van het ras bestaat in de typische, naar binnen gekrulde, kleine oren.

## Geschiedenis
Het huidige marwaripaard stamt af van de cavaleriepaarden die de regerende families en krijgers in de geschiedenis van het feodale India onafgebroken dienden sinds het begin van de raszuivere fokkerij rond 1200.
Het paard werd ook gebruikt als licht trekpaard in de landbouw en als lastpaard. Het kan gebruikt worden als tuigpaard in de mensport en als rijpaard voor springen en dressuur. Sommige worden gebruikt voor polo. Veel exemplaren van het ras vertonen een natuurlijke aanleg voor telgang.

### Dansende paarden

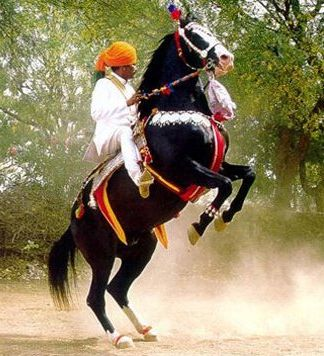
Showpaard

Een bepaalde bloedlijn binnen het ras, de natchni, werd bijzonder gewaardeerd vanwege zijn 'dansende' piaffes (verheven draf in stilstand), levades (steigerkunsten) en sprongen en werd, vaak in rijkelijk gedecoreerde tuigage, tijdens feesten gebruikt als ceremonieel show- en stuntpaard. Deze bloedlijn geldt tegenwoordig als uitgestorven, maar er bestaat in landelijke gebieden nog wel vraag naar dit soort optredens.

### Fokkerij en export
De bestanden van het ras gingen in de jaren dertig sterk achteruit maar herstelden zich later enigszins. In 1995 werd een stamboekorganisatie opgericht. Export van deze paarden was enige tijd verboden maar wordt nu weer op beperkte schaal toegestaan.
Er bestaat enige belangstelling voor dit paardenras vanuit de Verenigde Staten en Europa, maar invoer is of was niet overal toegestaan vanwege het besmettingsgevaar met een ernstige, in India nog voorkomende paardenziekte.

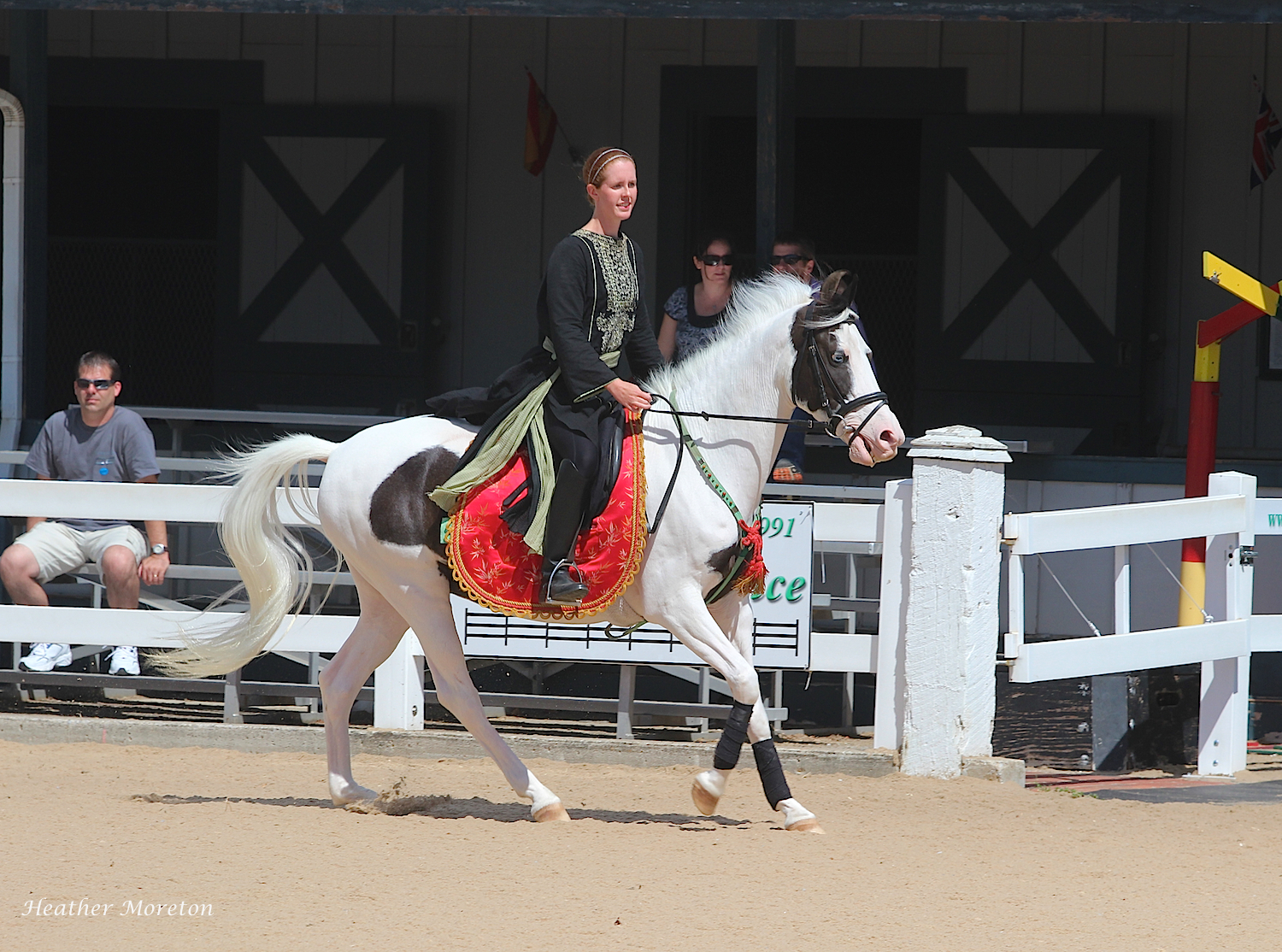
Merrie onder het zadel
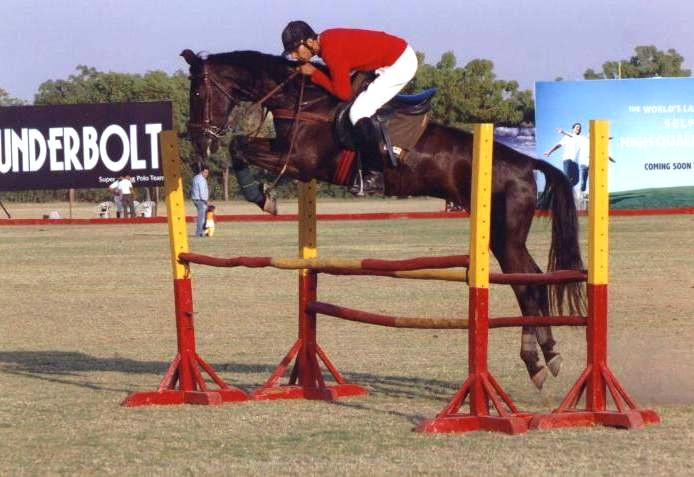
Als springpaard